# Oldřich Kohout (fotbalista)
Oldřich Kohout (10. června 1926 Praha – 8. února 2008 Děčín) byl český fotbalový útočník. Věnoval se rovněž lednímu hokeji, v obou sportech nastupoval jako levé křídlo.

## Hráčská kariéra
V československé lize hrál za Spartu ČKD Sokolovo Praha, aniž by skóroval. V nižších soutěžích hrál také za Baník Děčín, Chemičku Ústí nad Labem a Dynamo Trmice.

### Prvoligová bilance
| Ročník         | Zápasy | Góly | Minuty | Klub                          |
| -------------- | ------ | ---- | ------ | ----------------------------- |
| I. liga 1951   | –      | 0    | –      | ZSJ Sparta ČKD Sokolovo Praha |
| CELKEM I. liga | –      | 0    | –      |                               |